# Хлоя Келлі
Хлоя Меґі Келлі (англ. Chloe Maggie Kelly, нар. 15 січня 1998, Лондон) — англійська футболістка, нападниця англійського клубу «Арсенал» (Лондон) та збірної Англії.

## Кар'єра
23 липня 2015 року Хлоя Келлі дебютувала в основному складі жіночої команди «Арсенал» у матчі кубку футбольної ліги проти «Вотфорда», одразу забивши у цій зустрічі гол. У лютому 2016 року підписала свій перший професійний контракт. У червні 2016 року відправилась в оренду до команди «Евертон». У січні 2018 року Келлі перейшла до «Евертона» на постійній основі, підписавши з командою повноцінний контракт.
3 липня 2020 року Хлоя Келлі підписала дворічний контракт з «Манчестер Сіті»
. У своєму дебютному сезоні нападниця забила 16 голів та віддала 14 результативних передач.
30 січня 2025 року було оголошено, що Келлі повертається до «Арсеналу». У складі лондонської команди Келлі виграла Лігу чемпіонів.

## Збірна
Хлоя Келлі дебютувала у складі національної збірної Англії у листопаді 2018 року, вийшовши на заміну в товариському матчі проти збірної Австрії, який завершився перемогою з рахунком 3:0.
Келлі була включена до складу збірної Англії на домашнє Євро-2022. 31 липня 2022 року Келлі вийшла на заміну та забила переможний гол на 110-й хвилині фінального матчу проти збірної Німеччини, забезпечивши для жіночої збірної Англії першу в історії перемогу на чемпінатах Європи.
Хлоя Келлі була включена до складу збірної на чемпіонат світу з футболу 2023 року.
На Євро-2025  Келлі забила у півфіналі переможний гол у ворота збірної Італії на 119-й хвилині овертайму та гарантувала для своєї збірної другий поспіль фінал на чемпіонатах Європи. У фінальному матчі проти збірної Іспанії Келлі реалізувала вирішальний переможний пенальті в післяматчевій серії.

## Досягнення
Арсенал
- Кубок Англії
  -  Володарка (1): 2015–16
- Ліга чемпіонів УЄФА
  -  Володарка (1): 2024–25

Манчестер Сіті
- Кубок Англії
  -  Володарка (1): 2019–20
- Кубок ліги
  -  Володарка (1): 2021–22

Англія
- Чемпіонат Європи
  -  Переможниця (2): 2022, 2025